# Люцинов
Люцинов (укр. Люцинів) — село, входит в Гощанскую поселковую общину Ровненского района Ровненской области Украины.
Население по переписи 2001 года составляло 191 человек. Почтовый индекс — 35466. Телефонный код — 3650. Код КОАТУУ — 5621286703.